# Ереванлы, Акпер Юнис оглы
Сулейманов Акпер Юнис оглы  (17 июня 1921, Эривань, Эриванский уезд, Армянская ССР — 28 августа 1982, Ереван, Армянская ССР, СССР) — азербайджанский и армянский литературовед, педагог, писатель, драматург, доцент (1956). Заведующий кафедрой азербайджанского языка и литературы Ереванского государственного педагогического института (1956—1980), председатель Азербайджанского отделения Союза писателей Армянской ССР (1964—1982).

## Жизнь и деятельность
Сулейманов Акпер Юнис оглы родился 17 июня 1921 года в Ереване. Здесь он окончил среднюю школу, в 1943—1948 годах учился на восточном отделении филологического факультета ЕГУ. Трудовую деятельность начал в 1938 году в редакции газеты «Коммунист» (с 1939 года «Совет Эрменистаны»), издававшейся на азербайджанском языке в Ереване, работал литературным работником, секретарём, переводчиком, учителем в Агбабе, Басаркечере. В 1951 году он поступил в аспирантуру Института литературы имени М. Х. Абегяна АН Армянской ССР, а в 1954 году защитил кандидатскую диссертацию на тему «Отражение дружбы армянского и азербайджанского народов в армянской и азербайджанской советской литературе». В 1950—1965 годах он был преподавателем азербайджанской литературы в Ереванском государственном университете, а с 1956 года работал заведующим кафедрой азербайджанского языка и литературы в Ереванском педагогическом институте имени X. Абовяна. Он проводил последовательные исследования в области взаимных литературных связей между Арменией и Азербайджаном, перевел на азербайджанский язык произведения ряда армянских писателей. Изданы его книги на армянском языке: «Отражение дружбы армянского и азербайджанского народов в литературе» (1955), «Джалил Мамедкулизаде и армянский народ» (1966), «Насими» (1973), «Журнал «Хатабала» об Азербайджане» (1974). 
Его докторская диссертация «Азербайджанско-армянские литературные связи (c древнейших времен до конца XVIII века)» была опубликована в виде 556-страничной монографии в Ереване в 1968 году в издательстве «Айастан», но к защите её не допустили до конца его жизни. Поэтому в 1975 году он защитил в Баку докторскую диссертацию на тему «Армяно-азербайджанские литературные взаимосвязи (устное народное творчество; ашугская поэзия; письменная литература XI—XVIII вв.)».
Были изданы его книги на азербайджанском языке, в которых были собраны исследовательские труды и образцы художественного творчества: «Армяно-азербайджанские устные народные литературные связи» (1958 г.), «М. А. Сабир и армянский народ» (1962 г.), «Ованес Туманян и азербайджанская литература» (1974 г.), «Аветик Исаакян и азербайджанская литература» (1975). 166-страничная иллюстрированная книга «Юнис Нури», написанная Акпером Ереванлы совместно с Сабиром Ризаевым, была издана в 1980 году Армянским театральным обществом в Ереване.
Литературовед, педагог и писатель Акпер Ереванлы скончался 28 августа 1982 года в городе Ереване, похоронен рядом с родителями.

## Семья
Мать — Сакина, отец — Юнис Сулеймановы. Юнис Нури, отец Акпера Ереванлы, был основателем азербайджанского театра в Ереване, а с 18 лет около 50 лет руководил театральным коллективом. Азиз Сулейманов, сын Юниса Нури, работал директором театра в 1967—1968 годах. С 1984 по 1989 год (до закрытия театра) Юнис Сулейманов, сын Акпера Ереванлы, работал директором Ереванского государственного азербайджанского драматического театра.

## Произведения
Художественные:
1. Моя солнечная страна. — Ереван: Айпетрат, 1947, 120 стр.;
2. Песня о красоте и блаженстве. — Ереван: Айпетрат, 1964. 246 с.;
3. Азаде. — Баку: Азернашр, 1964, 48 с.;
4. Летней ночью. — Баку: Гянджлик, 1967, 46 с.;
5. Свет моей души. — Ереван: Айастан, 1975, 154 с.;
6. Мать седьмого ребенка. — Ереван: Советакан Грох, 1982. 215 с.[10]

Научные:
1. Отражение дружбы армянского и азербайджанских народов в литературе. — Ереван: Айпетрат, 1955. 223 с.;
2. Армяно-азербайджанские связи устного народного творчества. — Ереван: Айпетрат, 1958, 272 с.;
3. М. А. Сабир и армянский народ. — Ереван: Общество распространения политических и научных знаний Армянской ССР, 1962, 45 с.;
4. Джалил Мамедкулизаде и армянский народ. — Ереван: Айастан, 1966, 105 с.;
5. Азербайджанско-армянские литературные связи (c древнейших времен до конца XVIII века). — Ереван: Айастан, 1968, 556 с.;
6. Насими. — Ереван: Айастан, 1973, 56 стр.;
7. Журнал «Хатабала» об Азербайджане. — Ереван: Айастан, 1974. 40 с.[11];
8. Ованес Туманян и азербайджанская литература. — Ереван: Айастан, 1974, 131 с.;
9. Аветик Исаакян и азербайджанская литература. — Ереван: Айастан, 1975, 192 с.;
10. Юнис Нури. — Ереван: Армянское театральное общество, 1980, 166 с. (соавтор)[12];
11. Юнис Нури. — Ереван: Армянское театральное общество, 1982, 165 с. (соавтор)[13].